# Kaple Andělů Strážných (Prostřední Žleb)
Kaple Andělů Strážných je sakrální stavbou se secesní fasádou stojící na levém břehu Labe v dlouhé obci se jménem Prostřední Žleb, která je dnes součástí Děčína, na jejím severním okraji.

## Historie
Kaple byla postavena z iniciativy žlebských obyvatel v roce 1907. Původně měla být zasvěcena Panně Marii. Ještě před dokončením stavby místní rodina Duschků však darovala pro kapli obraz anděla jako poděkování za záchranu dcerky, která přežila pád z okna. Po roce 1945 přestala sloužit svému účelu, z důvodu výměny obyvatelstva způsobeného poválečným vysídlením sudetských Němců, protože nově příchozí obyvatelé neměli ke kapli bližší vztah. Také místní hřbitov začal pustnout. Ke změně došlo až ve 21. století. Pro vlastníka kaple, město Děčín, nebyla obnova sakrálního objektu prioritou, avšak vzniklo sdružení pro obnovu kaple, které od roku 2009 o její obnovu a oživení usiluje. Došlo také k obnovení tradičně poutě o první říjnové neděli.

## Architektura
Kaple je jednolodní, obdélná, s trojboce uzavřeným presbytářem a s čtyřbokou plechovou zvonicí nad závěrem. V bočních stěnách lod jsou pětiboká okna. V bočních stěnách závěru kaple jsou okna oválná. V ose závěru kaple je hladký obdélníkový strop. Fasáda kaple je secesní. Jsou v ní dvě niky. Kaple má obdélníkový portál a trojúhelníkový štít. Loď má valenou klenbu. Závěr má plochý strop. V lodi kaple j zděná kruchta. Zařízení kaple pochází z období její výstavby.